# Ožbalt
Ožbalt este o localitate din comuna Podvelka, Slovenia, cu o populație de 361 de locuitori.